# Villablino
Villablino est une commune d'Espagne dans la province de León, communauté autonome de Castille-et-León. Elle s'étend sur 228,23 km2 et comptait environ 9 509 habitants en 2015.

## Personnalités liées à la ville
- Luis Mateo Díez (1942-), écrivain et académicien espagnol, prix Cervantes, est né dans la ville.